# Strzelce Krajeńskie (gmina)
Pour les articles homonymes, voir Strzelce Krajeńskie.
Strzelce Krajeńskie est une gmina urbaine-rurale (gmina miejsko-wiejska) ou mixte de la powiat de Strzelce-Drezdenko, dans la Voïvodie de Lubusz, dans l'ouest de la Pologne.
Son siège administratif (chef-lieu) est la ville de Strzelce Krajeńskie, qui se situe environ 25 kilomètres au nord-est de Gorzów Wielkopolski (capitale de la voïvodie).
La gmina couvre une superficie de 318,57 km2 pour une population de 17 389 habitants en 2006 avec une population pour la ville de Strzelce Krajeńskiede 10 143 habitants et pour la partie rurale de 7 246 habitants.

## Histoire
De 1975 à 1998, la gmina est attachée administrativement à la voïvodie de Gorzów.

Depuis 1999, elle fait partie de la voïvodie de Lubusz.

## Géographie
Hormis la ville de Strzelce Krajeńskie, la gmina inclut les villages et localités de :

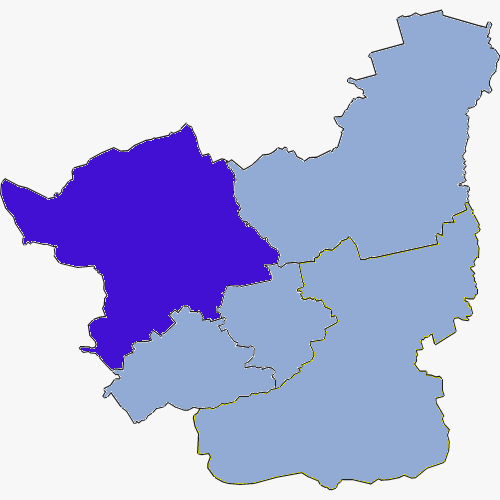
Plan de la gmina

- Bobrówko
- Bronowice
- Brzoza
- Buszewko
- Buszów
- Chwytowo
- Ciecierzyn
- Czyżewo
- Danków
- Długie
- Gardzko
- Gilów
- Golczewice
- Licheń
- Lipie Góry
- Lubicz
- Machary
- Małe Osiedle
- Ogardy
- Ogardzki Młyn
- Piastowo
- Pielice
- Pieńkowice
- Przyłęg
- Puszczykowo
- Sidłów
- Sławno
- Sokólsko
- Śródlesie
- Strzelce Klasztorne
- Tuczenko
- Tuczno
- Wełmin
- Wielisławice
- Wilanów
- Żabicko

### Gminy voisines
La gmina de Strzelce Krajeńskie est voisine des gminy suivantes :
- Barlinek
- Bierzwnik
- Dobiegniew
- Kłodawa
- Krzęcin
- Pełczyce
- Santok
- Stare Kurowo
- Zwierzyn

## Structure du terrain
D'après les données de 2002, la superficie de la commune de Strzelce Krajeńskie est de 318,57 kilomètres carrés, répartis comme telle :
- terres agricoles : 53 %
- forêts : 38 %

La commune représente 25,52 % de la superficie du powiat.

## Démographie
Données du 30 juin 2004:
| Description        | Total  | Total | Femmes | Femmes | Hommes | Hommes |
| ------------------ | ------ | ----- | ------ | ------ | ------ | ------ |
| Unité              | Nombre | %     | Nombre | %      | Nombre | %      |
| Population         | 17 432 | 100   | 8 892  | 51     | 8 540  | 49     |
| Densité (hab./km²) | 54,7   | 54,7  | 27,9   | 27,9   | 26,8   | 26,8   |